# Cuvillierinella
Cuvillierinella es un género de foraminífero bentónico considerado un sinónimo posterior de Raadshoovenia de la subfamilia Rhapydionininae, de la familia Rhapydioninidae, de la superfamilia Alveolinoidea, del suborden Miliolina y del orden Miliolida. Su especie tipo era Cuvillierinella salentina. Su rango cronoestratigráfico abarcaba el Santoniense (Cretácico superior).

## Clasificación
Cuvillierinella incluye a la siguiente especie:
- Cuvillierinella salentina